# Seznam hvězd v souhvězdí Žirafy
Toto je seznam významných hvězd v souhvězdí Žirafy (Camelopardalis). Hvězdy jsou seřazeny podle zdánlivé magnitudy.